# Rebelo
Rebelo es una localidad caboverdiana del municipio de Santa Cruz.

## Geografía
La localidad está situada en la isla de Santiago.

## Organización territorial
La localidad abarca los lugares y barrios de:
- Alto Achada
- Cruzeiro
- Rebelo Acima
- Rebelo Baixo